# Agression de Monica Seles
L'agression de Monica Seles a lieu le 30 avril 1993, en plein match de tennis à Hambourg. Günter Parche, un ouvrier allemand de 38 ans, poignarde la jeune joueuse professionnelle yougoslave Monica Seles, alors numéro un mondiale au classement WTA. 
Les conséquences de cette agression pour l'athlète sont une blessure peu profonde dans le haut du dos et vingt-huit mois de dépression. Monica Seles refuse par la suite de jouer de nouveau en Allemagne. Les conséquences professionnelles sont beaucoup plus importantes pour la joueuse yougoslave qui n’a ensuite jamais retrouvé son niveau de domination antérieur, situation qui a ainsi profité à sa rivale allemande Steffi Graf.

## Résumé des faits
L'agression survient le 30 avril 1993, pendant le tournoi de Hambourg, à l'occasion du quart de finale opposant Monica Seles, 19 ans, à la Bulgare Magdalena Maleeva. Seles menant la partie (6-4, 4-3), elle s'assied sur sa chaise au changement de côtés. Günter Parche, un ouvrier au chômage de 38 ans, surgit alors des gradins, saute par-dessus le muret de sécurité et, tandis que la joueuse est penchée en avant, lui enfonce un couteau de cuisine dans le dos. La pointe de la lame se fiche entre les omoplates de Seles. Parche est immédiatement maîtrisé et la victime transportée à l'hôpital.
Le directeur du tournoi, Peter Wind, indique après l'attaque que ni les poumons ni la colonne vertébrale n'ont été endommagés, et que les jours de la championne ne sont pas menacés.
Reléguée au second plan, la compétition suit son cours et voit s'imposer Arantxa Sánchez Vicario face à Steffi Graf en finale. L'Allemande, en l'absence de Seles, s'impose à Roland-Garros en juin. Le surlendemain, au bénéfice de cette victoire, elle lui ravit son fauteuil de numéro un mondiale pour ne quasiment plus le quitter jusqu'en mars 1997.

## Suites judiciaires
Alors en pleines guerres de Yougoslavie, on soupçonna d'abord un attentat politique lié aux origines serbes de Monica Seles. La police écarta toutefois rapidement cette hypothèse. Günter Parche, décrit comme « confus et déséquilibré », s'avéra en fait un admirateur de la championne allemande Steffi Graf, grande rivale de Seles : par son geste, il espérait voir sa compatriote reprendre le premier rang mondial que Seles lui avait ravi deux années plus tôt. Ceci se réalisa dès le 7 juin 1993, à la faveur de la victoire de Graf à Roland-Garros, en l'absence de Seles convalescente.
En octobre 1993, devant le tribunal de Hambourg, l'agresseur affirma qu'il n'avait jamais eu l'intention de tuer Monica Seles, seulement de la blesser. Günter Parche confie à son procès que son monde s'est effondré pour lui quand Steffi, alors en tête de classement féminin, a perdu en 1990 le tournoi de Berlin face à Seles, âgée alors de 16 ans, et déclare : « C'était comme un tremblement de terre et je ne voulais plus continuer à vivre ». Quand au début 1991, Steffi Graff perd sa place de numéro 1, « son exemple dans le monde, la plus honnête des sportives » comme il l'a décrit, il n'a plus la force de retourner au travail, alors employé comme tourneur, et vit de ses économies. Deux jours avant l'agression, il prend le train pour Hambourg avec 3000 DM et un couteau de 13 cm de long dans ses bagages et réfléchit dans les travées du stade à sa tactique pour blesser Seles et l'empêcher de jouer "pendant quelque temps", afin de laisser une chance à Steffi de remporter Roland-Garros en juin suivant et de redevenir numéro un. Il précise que : « si Seles avait perdu contre Magdalena Maleeva, je ne l'aurai pas blessée ». Alors que Seles mène (6-4 4-3), il l'a frappe aux muscles de l'épaule gauche. Au commencement de sa passion, il indique que c'est en 1985 qu'il a découvert "Steffanie" dans une émission télévisée consacrée au sport. Il collectionne alors toutes les photos de sa star et tapisse de posters la maison de sa tante chez laquelle il vit. Il lui écrit également quatre ou cinq fois par an en signant : un fan de Thuringe. Des experts expliquèrent que Günter Parche était déficient mental. Il fut en conséquence acquitté des accusations de tentative de meurtre, mais reconnu coupable des blessures infligées (avec préméditation). Le 13 octobre, Günter Parche fut condamné à deux ans de prison avec sursis, assortis de l'obligation de suivre des soins psychiatriques. La juge motiva notamment sa décision sur le fait que Parche avait exprimé de « sincères remords ». Avant son procès Günter Parche effectue néanmoins six mois de détention préventive. 
Le verdict du tribunal suscite une certaine incrédulité et relance les débats sur le caractère laxiste de la justice allemande face aux cas de violences à but nationaliste .
A l'issue du procès, Monica Seles déclare : « Quel message cela renvoie-t-il au monde ? Günter Parche a admis qu'il m'avait suivie, puis poignardée une fois et tenté de le faire une seconde fois. Il va reprendre normalement sa vie. Et moi ? Je ne peux toujours pas jouer parce que je me remets lentement de cette attaque qui aurait pu être fatale. J'ai peur pour mes amis athlètes, personnalités et autres victimes potentielles ». Steffi Graf déclare quant à elle : « Ma première réaction, et celle de ma famille, a été l'incompréhension totale. Comment peut-on laisser un homme, qui a mis la vie d'une personnalité en danger, quitter libre le tribunal. Cela va également susciter un sentiment d'amertume, justifié selon moi, chez Monica Seles ». 
Monica Seles et sa famille firent appel de ce jugement, trop clément selon eux, qui fut confirmé en avril 1995.
Le journal allemand Bild affirme que Günter Parche est mort en août 2022, à l’âge de 68 ans, dans une maison de retraite située à Nordhausen.

## Conséquences sportives
Si le coup de couteau ne laissa à Seles qu'une cicatrice superficielle dans le haut du dos, il jeta l'athlète dans vingt-huit mois de dépression. Elle ne revint au jeu qu'en août 1995, lors de l'Open du Canada, après un travail psychologique sur elle-même et les encouragements de Martina Navrátilová. Redevenue l'une des toutes meilleures mondiales jusqu'à la fin de sa carrière en 2003, elle ne retrouva néanmoins jamais le sommet de sa forme et ne rejoua plus en Allemagne. 
Cette agression contribua à un accroissement des mesures de sécurité dans les stades et à une plus grande attention portée à la sécurité des joueurs et des joueuses. Micky Lawler, membre de la direction à la WTA, n'hésita pas, quant à elle, en 2008, à établir un parallèle entre l'agression de Monica Seles (pour le monde du tennis) et les attentats du 11 septembre 2001.

## Dans les arts
En juillet 2014 à Madrid, le dramaturge espagnol Antonio Rojano (es) prit le fait divers pour point de départ de sa pièce de théâtre, Ascensión y Caída de Mónica Seles (« Ascension et chute de Monica Seles »), en guise de métaphore sur les désenchantements de la société contemporaine.
En avril 2023, trente ans après l'agression, l'écrivain français David Rochefort publie Le Prix fort, un roman où, mêlant exploits sportifs, enquête historique et souvenirs personnels, il se désole de la médiatisation partiale et sexiste de l'événement au début des années 1990.